# Priscilla Pillay-Vinayagam
Prsicilla Pillay-Vinayagam est une joueuse de badminton mauricienne.

## Palmarès

### Jeux africains
- Jeux africains de 2011 à Maputo
  -  Médaille de bronze en double dames avec Karen Foo Kune
  -  Médaille de bronze en équipe mixte